# Haucourt (Oise)
 Haucourt  es una comuna y población de Francia, en la región de Picardía, departamento de Oise, en el distrito de Beauvais y cantón de Songeons.
Su población en el censo de 1999 era de 128 habitantes.
Está integrada en la Communauté de communes de la Picardie Verte .

## Demografía
| 28 | 62 | 76 | 76 | 118 | 128 |
| Para los censos de 1962 a 1999 la población legal corresponde a la población sin duplicidades (Fuente: INSEE [Consultar]) |    |    |    |     |     |